# Томас О'Хаган, 1й барон О'Хаган

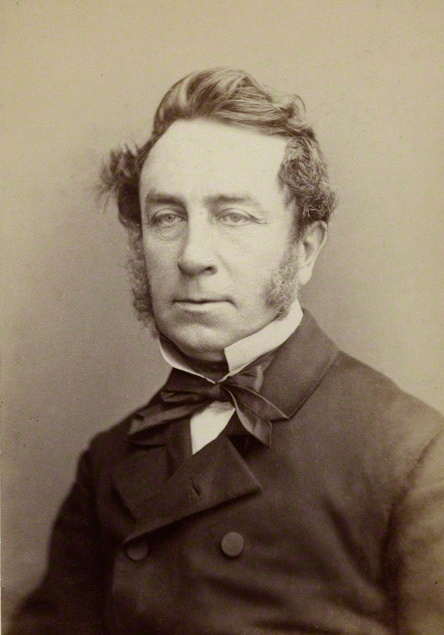
Томас О’Хаган.

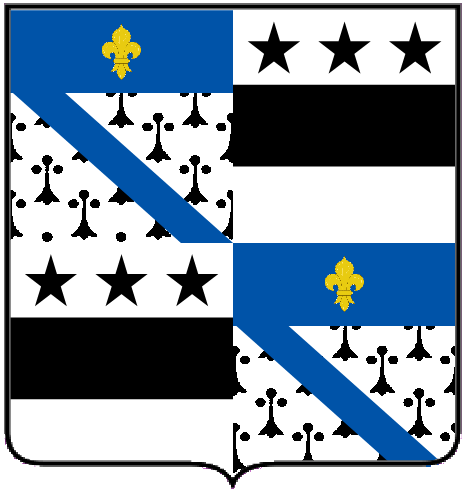
Герб баронів О’Хаган.

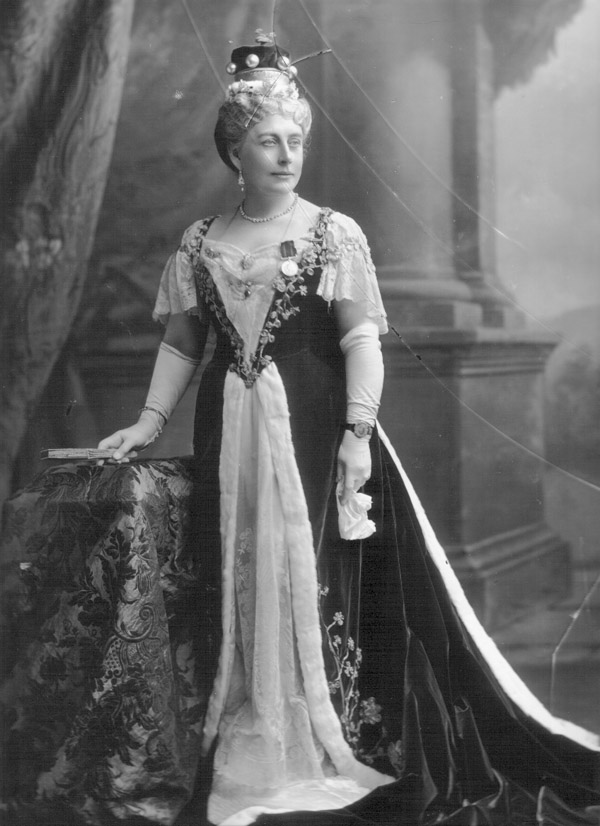
Леді О’Хаган ні Еліс Мері Таунлі, сфотографована 11 серпня 1902 року.

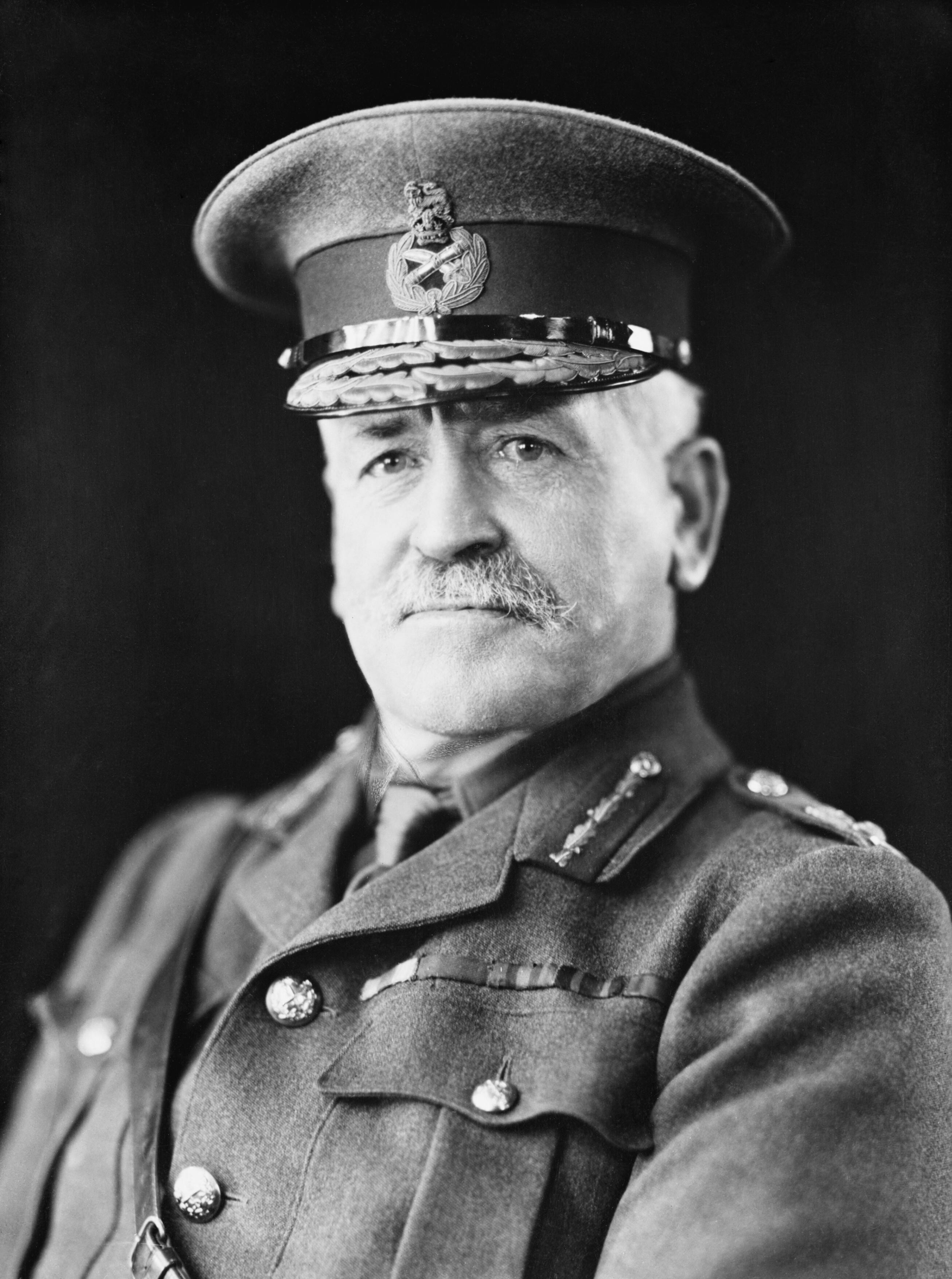
Сер Чарльз Монро, І баронет Монро, що одружився з дочкою лорда О’Хагана Мері.

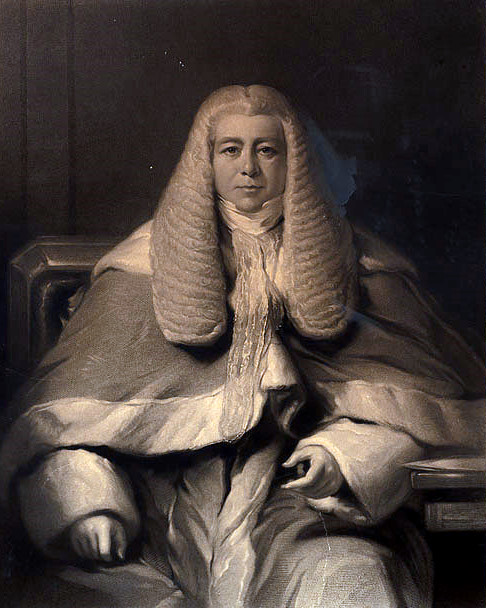
Френсіс Блекберн.

Томас О’Хаган (29 травня 1812 – 1 лютого 1885) – І барон О’Хаган, відомий ірландський юрист, суддя, політик, депутат парламенту Об’єднаного Королівства Великої Британії та Ірландії від Ірландії, лорд-канцлер Ірландії в 1868 – 1874 роках та в 1880 – 1881 роках. Підтримував ірландських католиків, націоналістів та лібералів. 

## Життєпис

### Походження
Томас О’Хаган народився в Белфасті (Ольстер, Ірландія). Він був сином Едварда О’Хагана, торговця та його дружини Мері Белл, дочки капітана Томаса Белла. 

### Освіта
Томас О’Хаган отримав освіту в Королівському академічному інституті Белфаста, будучи на той час єдиним католиком у школі. У 1836 році він почав працювати адвокатом. 

### Кар’єра
Між 1838 і 1841 роками Томас О’Хаган був редактором газети «Ньюрі Екземінер». У 1840 році він переїхав до Дубліна, де виступав зайнявся політичною боротьбою. Виступав на багатьох політичних процесах як юрист і політик. У 1849 році він став радником королеви. У 1860 році він отримав посаду генерального соліситора Ірландії, потім отримав посаду генерального прокурора Ірландії. Він втратив підтримку ірландської націоналістичної партії, але був обраний депутатом парламенту від партії лібералів від виборчої округи Тралі в 1863 році. У 1865 році він був призначений суддею Суду загальних справ Ірландії, а в 1868 році отримав посаду лорд-канцлера Ірландії в першій адміністрації Вільяма Еварта Гладстона.
Томас О’Хаган був першим римо-католиком, що обійняв посаду лорд-канцлера Ірландії з часів правління короля Англії, Шотландії та Ірландії Якова II. Парламентський акт, який допускав римо-католиків на цю посаду, був прийнятий у 1867 році. У 1870 році Томас О’Хаган отримав титул барона О’Хагана з Таллагогу, що в графстві Тірон. Володів посадою лорд-канцлера до відставки міністерства в 1874 році. У 1880 році він знову став лорд-канцлером Ірландії після повернення Гладстона на посаду прем’єр-міністра королівства, але пішов у відставку в 1881 році.
Під час його перебування на посаді лорд-канцлера в Ірландії було проведено кілька серйозних законодавчих реформ, найпомітнішою з яких був Закон про орендодавців і орендарів в Ірландії 1870 року, який передбачав компенсацію орендарям у разі їх виселення. Його перший термін на посаді канцлера також був примітний його постійними зіткненнями з іншим суддею апеляційної інстанції, Джонатаном Крістіаном, озлобленим чоловіком, який глибоко презирливо ставився до більшості своїх колег-суддів, особливо ірландців, включаючи Томаса О’Хагана, якого він вважав ворогом держави, «ледачим і некваліфікованим». Крістіан навіть опублікував листа в газеті «Таймс», в якому критикував Томаса О’Хагана та його шанованого шотландського колегу лорда Блекберна, які проголосували за скасування одного з його рішень. Зі свого боку Томас О’Хаган, схоже, вважав Крістіана не більш ніж неприємною людиною, але, вступивши на посаду на другий термін, він не приховував свого полегшення, коли Джонатан Крістіан пішов у відставку.
Після відставки з посади лорд-канцлера Ірландії Томас О’Хаган у 1882 році був нагороджений орденом Святого Патріка, став віце-канцлером Королівського університету Ірландії в 1881 році. Він був президентом Товариства статистичних і соціальних досліджень Ірландії між 1867 і 1870 роками.

### Особисте життя
1836 році лорд Томас О’Хаган вперше одружився з Мері Тілінг, дочкою Чарльза Гамільтона Тілінга з Белфаста. У них був син Чарльз, що помер молодим, і дві дочки, Френсіс і Медлін. Мері померла в 1868 році. 
У 1871 році він одружився вдруге з Алісою Таунлі, дочкою та співспадкоємицею полковника Чарльза Таунлі з Таунлі-Парку, Бернлі, Ланкашир та його дружини леді Керолайн Молінекс, доньки ІІ графа Сефтона. У них було двоє синів, Томас і Моріс, кожен з яких по черзі успадкував титул барона і змінив прізвище на Таунлі-О’Хаган, і дві дочки, Кетлін (яка прожила майже 100 років) і Мері, яка вийшла заміж за генерала сера Чарльза Монро, І баронета Монро. Аліса успадкувала від свого батька сімейний дім Таунлі Парк, але виявила, що він занадто дорогий, щоб утримувати його, і продала його корпорації Бернлі в 1901 році. Вона померла 20 листопада 1921 року.

### Смерть
Лорд Томас О’Хаган помер у Херефорд-хаусі, Лондон, у лютому 1885 року у віці 72 років і був похований на кладовищі Гласневін у Дубліні. 

### Спадок
Титул барона О’Хаган успадкував його старший син Томас (1878 – 1900), а потім другий син Моріс Герберт Таунлі (народився в 1882).
Редактор ліберально-юніоністської газети «Белфаст Нозерн Віг» Томас Макнайт, що був особистим другом Томаса О’Хагана, стверджує у своїх мемуарах «Ольстер яким він був» (Лондон, 1896), що він вірив, що О’Хаган виступив би проти навернення Вільяма Еварта Гладстона до справи ірландського самоуправління (гоумрулу), якби він не помер, коли це ще можна було б зробити. Сестра Томаса О’Хагана Мері була настоятелькою монастиря бідних кларис у Ньюрі, а пізніше в Кенмарі. Її біографію написав її протеже М. Ф. Кьюсак (1839 – 1899) і назвав книгу «Черниця з Кенмара».